# Heteromeringia nigriceps
Heteromeringia nigriceps är en tvåvingeart som beskrevs av Lamb 1914. Heteromeringia nigriceps ingår i släktet Heteromeringia och familjen träflugor.
Artens utbredningsområde är Seychellerna. Inga underarter finns listade i Catalogue of Life.